# Liste der Biografien/Verr
Liste der Biografien |
Portal Biografien |
Personensuche
# |
A |
B |
C |
D |
E |
F |
G |
H |
I |
J |
K |
L |
M |
N |
O |
P |
Q |
R |
S |
T |
U |
V |
W |
X |
Y |
Z |
?
 
Va |
Vd |
Ve |
Vh |
Vi |
Vj |
Vl |
Vn |
Vo |
Vr |
Vs |
Vt |
Vu |
Vy
 
Vea |
Veb |
Vec |
Ved |
Vee |
Veg |
Veh |
Vei |
Vej |
Vek |
Vel |
Vem |
Ven |
Veo |
Veq |
Ver |
Ves |
Vet |
Veu |
Vev |
Vex |
Vey |
Vez
 
Vera |
Verb |
Verc |
Verd |
Vere |
Verf |
Verg |
Verh |
Veri |
Verj |
Verk |
Verl |
Verm |
Vern |
Vero |
Verp |
Verq |
Verr |
Vers |
Vert |
Veru |
Verv |
Verw |
Very |
Verz
Die Liste der Biografien führt alle Personen auf, die in der deutschsprachigen Wikipedia einen Artikel haben. Dieses ist eine Teilliste mit 56 Einträgen von Personen, deren Namen mit den Buchstaben „Verr“ beginnt.

## Verr

### Verra
- Verra, Marie (1857–1896), deutsche Theaterschauspielerin und Sängerin
- Verra, Stefan (* 1973), österreichischer Körpersprache-Experte, Buchautor und Entertainer
- Verrall, Ayesha (* 1979), neuseeländische Wissenschaftlerin und Politikerin
- Verrall, George Henry (1848–1911), britischer Politiker, Botaniker und Entomologe
- Verrall, Nicholas (* 1954), englischer Maler
- Verrall, Robert (1928–2025), kanadischer Filmproduzent, Animator und Regisseur
- Verran, John (1856–1932), australischer Gewerkschafter und Politiker (Labor Party), Bundessenator, Premierminister von South Australia
- Verraros, Jim (* 1983), amerikanischer Sänger und Schauspieler
- Verrasztó, Dávid (* 1988), ungarischer Lagen- und Rückenschwimmer
- Verrasztó, Evelyn (* 1989), ungarische Freistil- und Lagenschwimmerin
- Verrasztó, Gabriella (* 1961), ungarische Schwimmerin
- Verrasztó, Zoltán (* 1956), ungarischer Schwimmer
- Verratti, Ciro (1907–1971), italienischer Florettfechter und Olympiasieger
- Verratti, Marco (* 1992), italienischer FußballspielerMarco Verratti (* 1992)

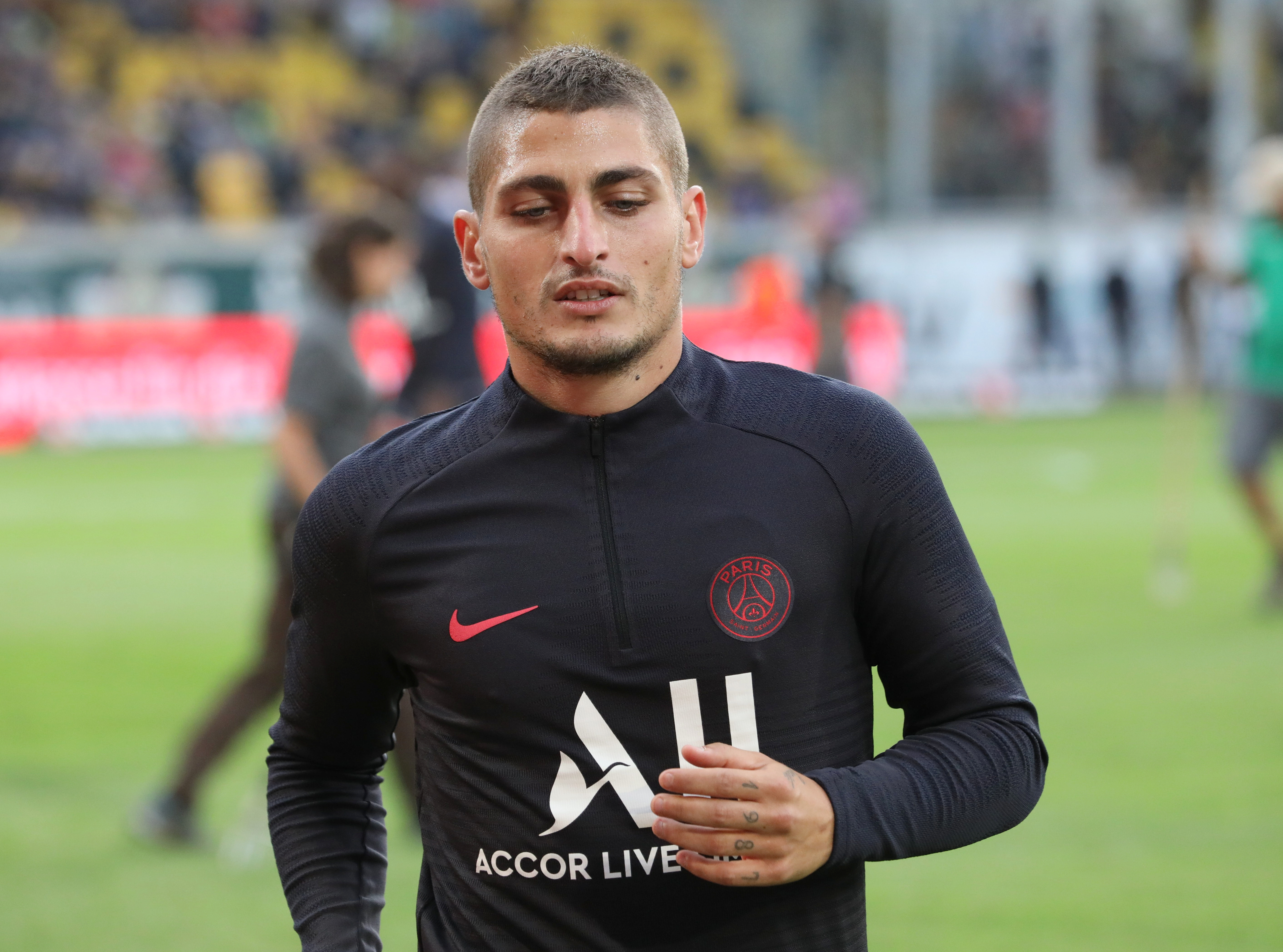
Marco Verratti (* 1992)

- Verrazzano, Giovanni da (1485–1528), italienischer Seefahrer und Entdecker

### Verre
- Verre, Auguste van de, belgischer Bogenschütze
- Verre, Valerio (* 1994), italienischer Fußballspieler
- Verreault, Jean-Nicolas (* 1968), kanadischer Schauspieler
- Verreaux, Édouard (1810–1868), französischer Ornithologe, Taxidermist und Naturalienhändler
- Verreaux, Jules (1807–1873), französischer Botaniker und Ornithologe
- Verrecchia, Anacleto (1926–2012), italienischer Philosoph, Kulturkritiker und Essayist
- Verrecchia, Robert, US-amerikanischer Wirtschaftswissenschaftler
- Verree, John Paul (1817–1889), US-amerikanischer Politiker
- Verreet, Roland, deutscher Diplomingenieur und Sachverständiger für Drahtseile
- Verrel, Torsten (* 1961), deutscher Rechtswissenschaftler und Kriminologe
- Verrell, Ronnie (1926–2002), englischer Jazz-Schlagzeuger
- Verres, Gaius († 43 v. Chr.), römischer Politiker
- Verres, Hanns (1928–2003), deutscher Radiomoderator
- Verres, Rolf (* 1948), deutscher Arzt und Musiker
- Verret, J. Emile (1885–1965), US-amerikanischer Politiker
- Verrett, Durek (* 1974), US-amerikanischer Verschwörungstheoretiker, Alternativtherapeut, bekennender Neo-Schamane und AutorDurek Verrett (* 1974)

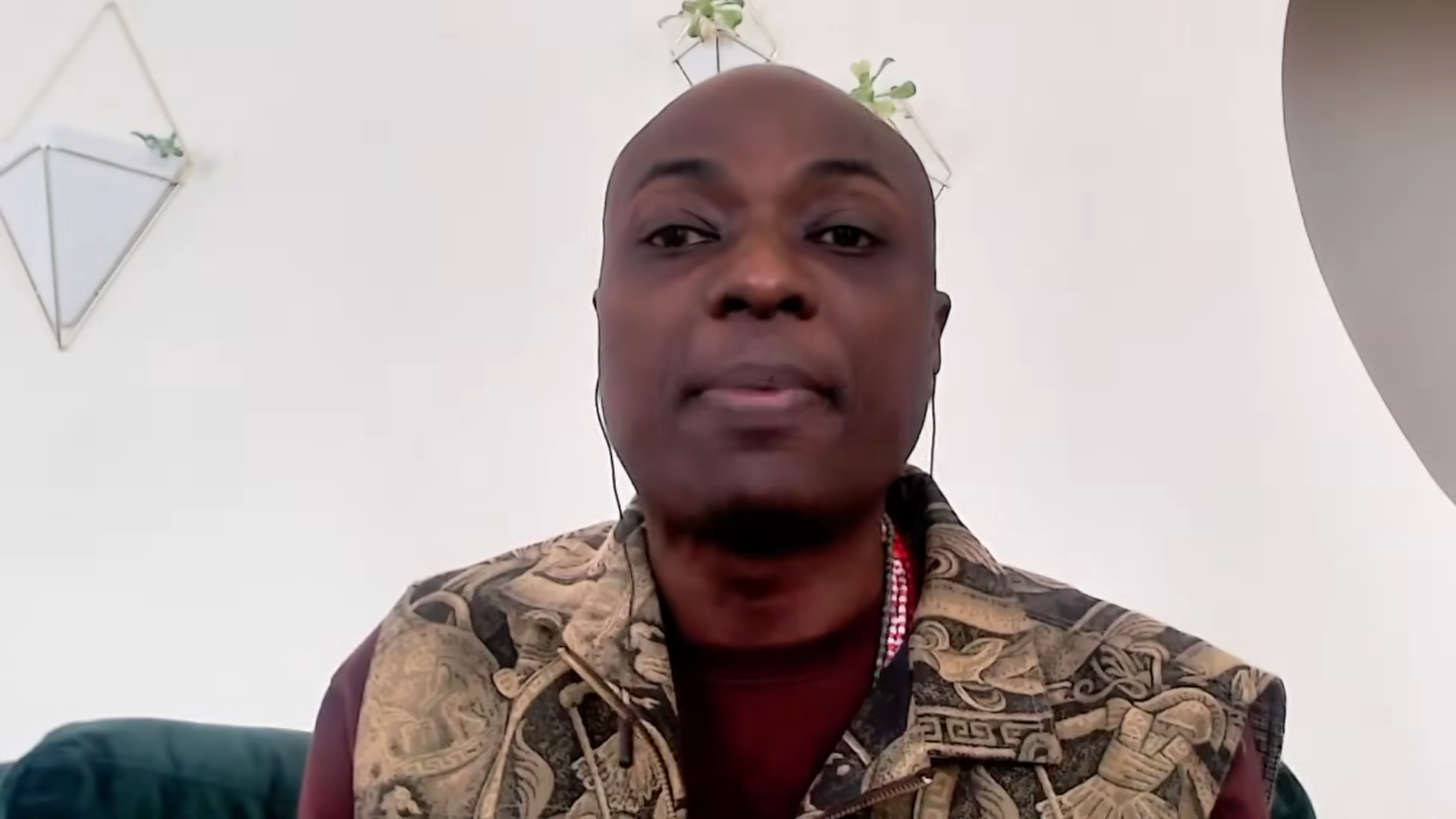
Durek Verrett (* 1974)

- Verrett, Harrison (1907–1965), US-amerikanischer Jazzmusiker (Gitarre, Banjo)
- Verrett, Jason (* 1991), US-amerikanischer American-Football-Spieler
- Verrett, Shirley (1931–2010), US-amerikanische Opernsängerin (Mezzosopran, Sopran)
- Verreydt, Louis (1950–1977), belgischer Radrennfahrer, Weltmeister im Radsport

### Verri
- Verri della Bosia, Maximilian (1824–1909), deutscher General der Infanterie
- Verri, Francesco (1885–1945), Olympiasieger im Radsport
- Verri, Orlando (1923–1999), argentinischer Tangosänger
- Verrier, Guy (1928–2019), französischer Autorennfahrer
- Verrier, Jean Alix (1931–2024), haitianischer römisch-katholischer Geistlicher, Bischof von Les Cayes
- Verriest, Georges (1909–1985), französischer Fußballspieler und -funktionär
- Verriest, Hugo (1840–1922), flämischer Priester und Schriftsteller
- Verrill, Addison Emery (1839–1926), US-amerikanischer Zoologe und Geologe
- Verrill, Alpheus Hyatt (1871–1954), amerikanischer Zoologe und Schriftsteller
- Verrilli, Donald (* 1957), US-amerikanischer Jurist
- Verrimst, Victor Frédéric (1825–1893), französisch-belgischer Kontrabassist, Organist und Komponist
- Verrio, Antonio († 1707), italienischer Maler des Barock
- Verrius Flaccus, Marcus, römischer Grammatiker und Lehrer
- Verrius Geminus, Marcus, römischer Offizier (Kaiserzeit)

### Verro
- Verroca, Ruggero (* 1961), italienischer Ruderer
- Verrocchio, Andrea del (1435–1488), venezianischer RenaissancekünstlerAndrea del Verrocchio (1435–1488)

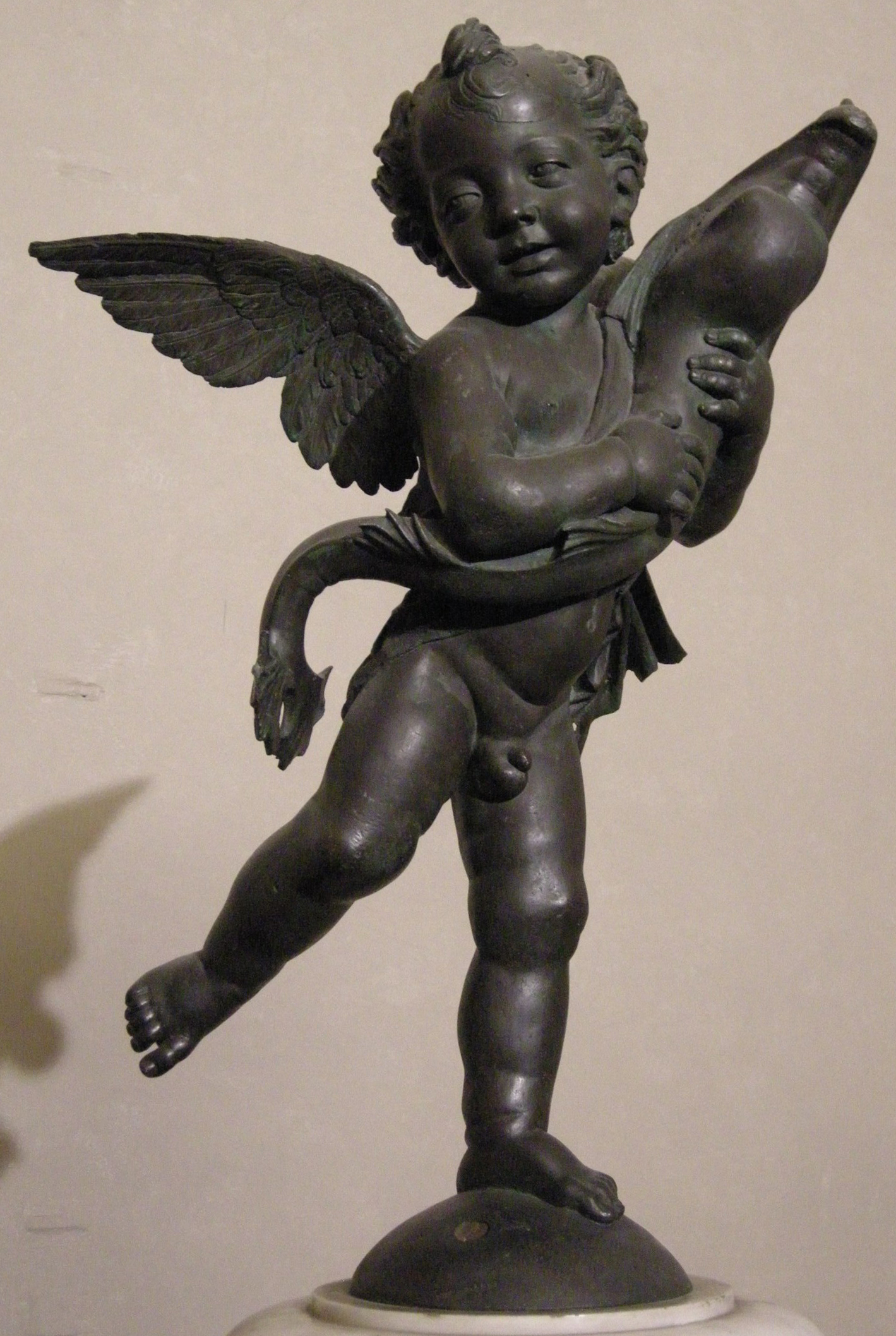
Andrea del Verrocchio (1435–1488)

- Verroen, Dolf (* 1928), niederländischer Schriftsteller, Kritiker, Übersetzer und Essayist
- Verrolles, Emmanuel-Jean-François (1805–1878), französischer Bischof der Pariser Mission in China
- Verron, Laurent (* 1962), französischer Comiczeichner

### Verru
- Verruijt, Arnold (* 1940), niederländischer Geotechniker

### Verry
- Verrycken, Fréderic (* 1977), deutscher Politiker (SPD), MdA